# 巴本斯哈姆
巴本斯哈姆是德国巴伐利亚州的一个市镇。总面积54.31平方公里，总人口2927人，其中男性1467人，女性1460人（2011年12月31日），人口密度54人/平方公里。